# Basilica della Santissima Annunziata del Vastato
La basílica de la Santissima Annunziata del Vastato (en italiano: basilica della Santissima Annunziata del Vastato) es una iglesia católica de Génova, ubicado en la plaza della Nunziata, en el barrio de Prè. Es una de las iglesias más representativas del arte genovés del manierismo tardío y, sobre todo, del llamado barroco genovés de principios del Seicento (siglo XVII). Su comunidad parroquial es parte del vicariato "Centro Ovest" de la archidiócesis de Génova. Aunque denominada basílica, es solo nominal, sin relevancia religiosa.
Se llama Vastato porque el área donde se construyó estaba fuera de los murallas de la ciudad, en un área donde las casas habían sido demolidas (devastadas) por razones defensivas. En latín, vastinium se refiere a un cinturón de seguridad dentro de los bastiones de protección.

## Historia y arquitectura

### De los frailes humillados a los frailes franciscanos

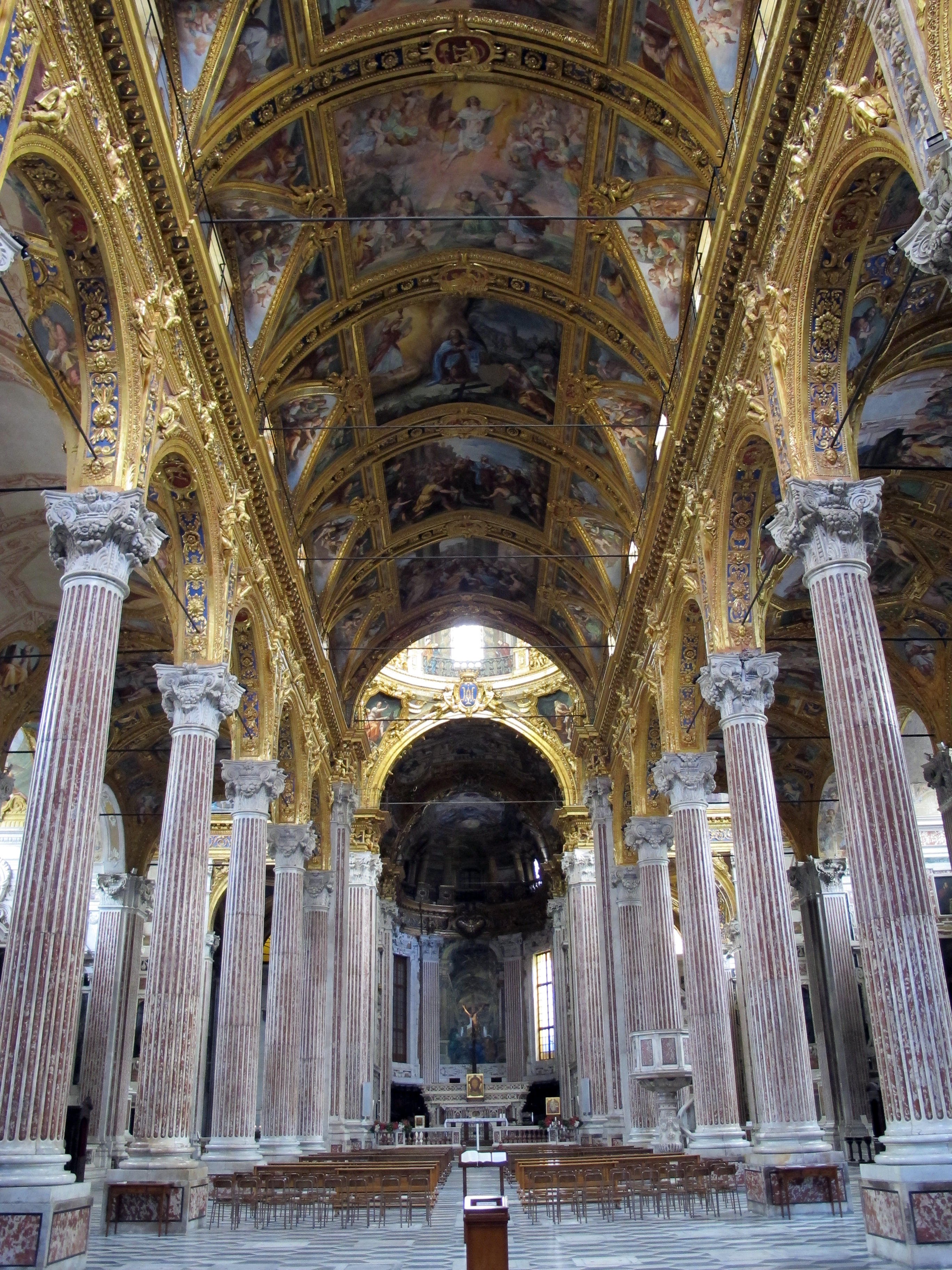
El suntuoso interior

El lugar donde se encuentra la iglesia ya había sido ocupado por una comunidad de frailes humillados llegados de Lombardia, que en 1228 habían edificado un convento y la pequeña iglesia de Santa Marta del Prato. Esta iglesia, pequeña en tamaño, ocupaba aproximadamente el espacio del actual presbiterio.
La elección del sitio estuvo condicionada por la presencia de dos arroyos, el rio de Carbonara y el rio de Vallechiara, que ya no son visibles hoy en día, ya que ya estaban canalizados en el siglo XVII mediante túneles subterráneos próximos a la basílica. La comunidad religiosa necesitaba estos cursos de agua porque estaba ocupada en la elaboración de la lana. Además, muchos espacios se habían vuelto utilizables, ya que el área había sido explanada por razones de seguridad tras la construcción de las nuevas murallas de la ciudad de Barbarroja (1155). De aquí, probablemente el topónimo de Vastato (deguastum o vastinium, es decir, devastado), con el que fueron llamados los guasti o el tallado externo de las murallas, privadas de árboles u cualquier otro obstáculo que pudiera proporcionar refugio a los posibles atacantes. Sobre estos guasto se ejercitaban los ballesteros genoveses.
En 1508, los edificios aún presentes se asignaron a los frailes franciscanos conventuales procedentes de la iglesia de San Francesco di Castelletto, abandonada debido a otras obras en las murallas de la ciudad. Fueron los franciscanos quienes iniciaron una nueva construcción, mejor adaptada a sus necesidades litúrgicas y a su predica pastoral dirigida al pueblo.
Los trabajos comenzaron el 20 de julio de 1520, cuando se colocó la primera piedra con una ceremonia solemne en presencia del obispo de Agrigento, monseñor Giuliano Cybo.
La iglesia fue construida en estilo gótico tardío para respetar el estilo artístico de la iglesia madre de la orden franciscana, es decir, la basílica de San Francisco de Asís, y se dedicó de inmediato a su santo patrón, con el nombre de San Francesco del Guastato. Fue una construcción anacrónica y desproporcionada; de hecho, se hicieron columnas con rayas blancas y negras, un emblema del estilo gótico local (todavía presente en las obras de estuco del siglo XVII: los bombardeos de la Segunda Guerra Mundial, que desprendieron las placas de mármol y el estuco de la cubierta, habían puesto de relieve esas columnas redondas blancas y negras), en pleno renacimiento, y en una dimensión exagerada para ese estilo adecuado para escalas más contenidas.

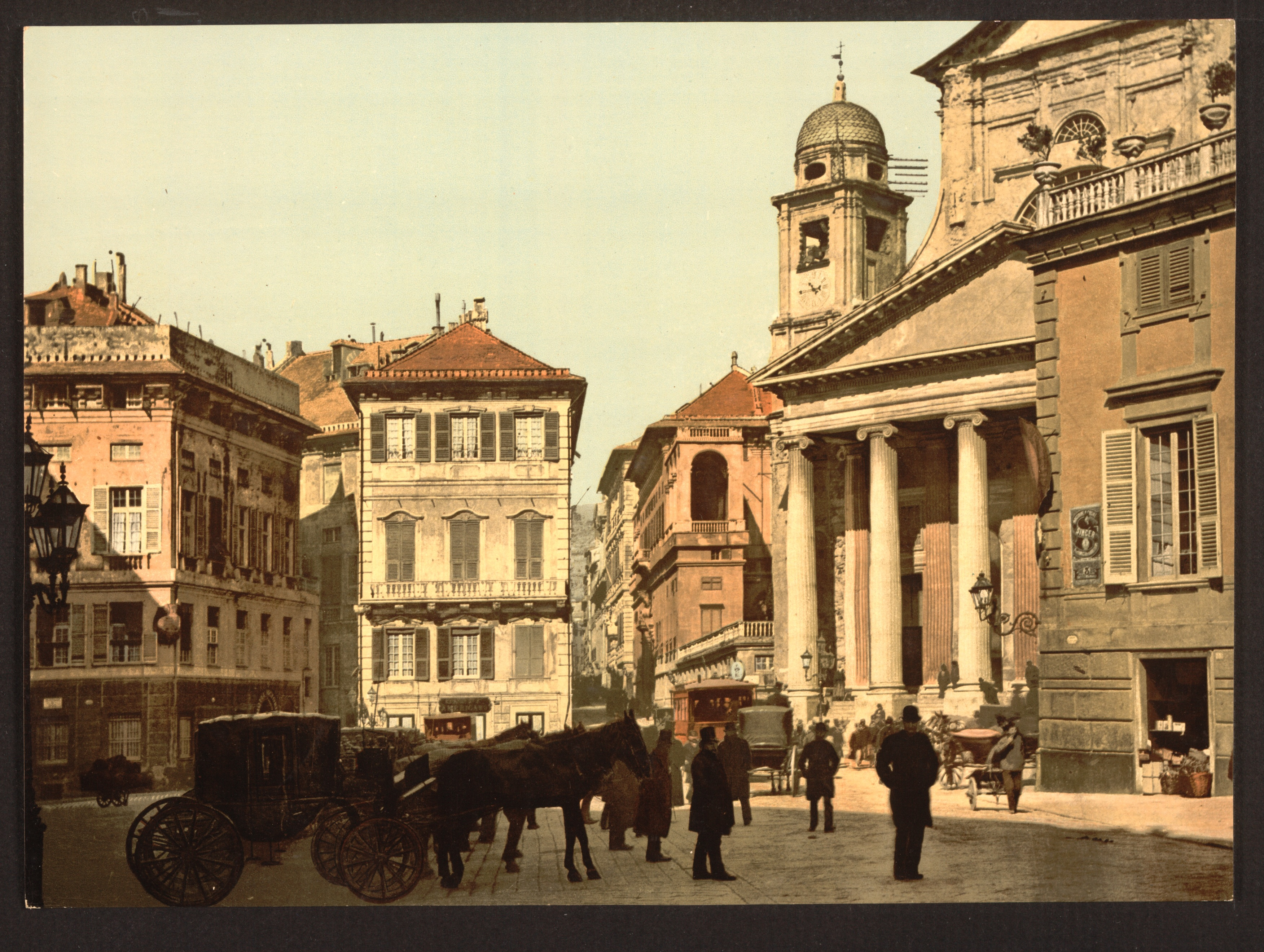
Plaza de la Annunziata entre 1890 y 1900

Sin embargo, la iglesia no se completó: las obras se detuvieron después de la construcción de los muros de carga y del cierre del techo; las decoraciones interiores eran pocas y sencillas, también debido a la lógica de pobreza franciscana. Incluso la fachada no fue construida, porque el espacio hacia la plaza della Nunziata no era propiedad de los frailes, sino que estaba ocupado por otros edificios. A pesar de todo, la iglesia tenía proporciones monumentales: una gran nave central y dos naves laterales flanqueadas, cada una, por una fila de capillas; un transepto de base cuadrada y un presbiterio. En el crucero entre el transepto y la nave central, se dispuso un tiburio. Las dimensiones generales del edificio que se acaba de describir se estiman en alrededor de 33 x 54 metros.
En 1537, los Conventuales abandonaron el Vastato para regresar a la iglesia y al convento de San Francesco di Castelletto, que se volvió accesible después de la reconstrucción de los murallas. La iglesia de San Francesco del Guastato estaba destinada entonces a los hermanos observadores franciscanos, obligados a abandonar el convento de la Santissima Annunziata di Portoria para realizar nuevas obras en las murallas de la ciudad, que llevaron consigo en la nueva sede el título de la iglesia precedente: Santissima Annunziata del Vastato.

### La gran transformación postridentina

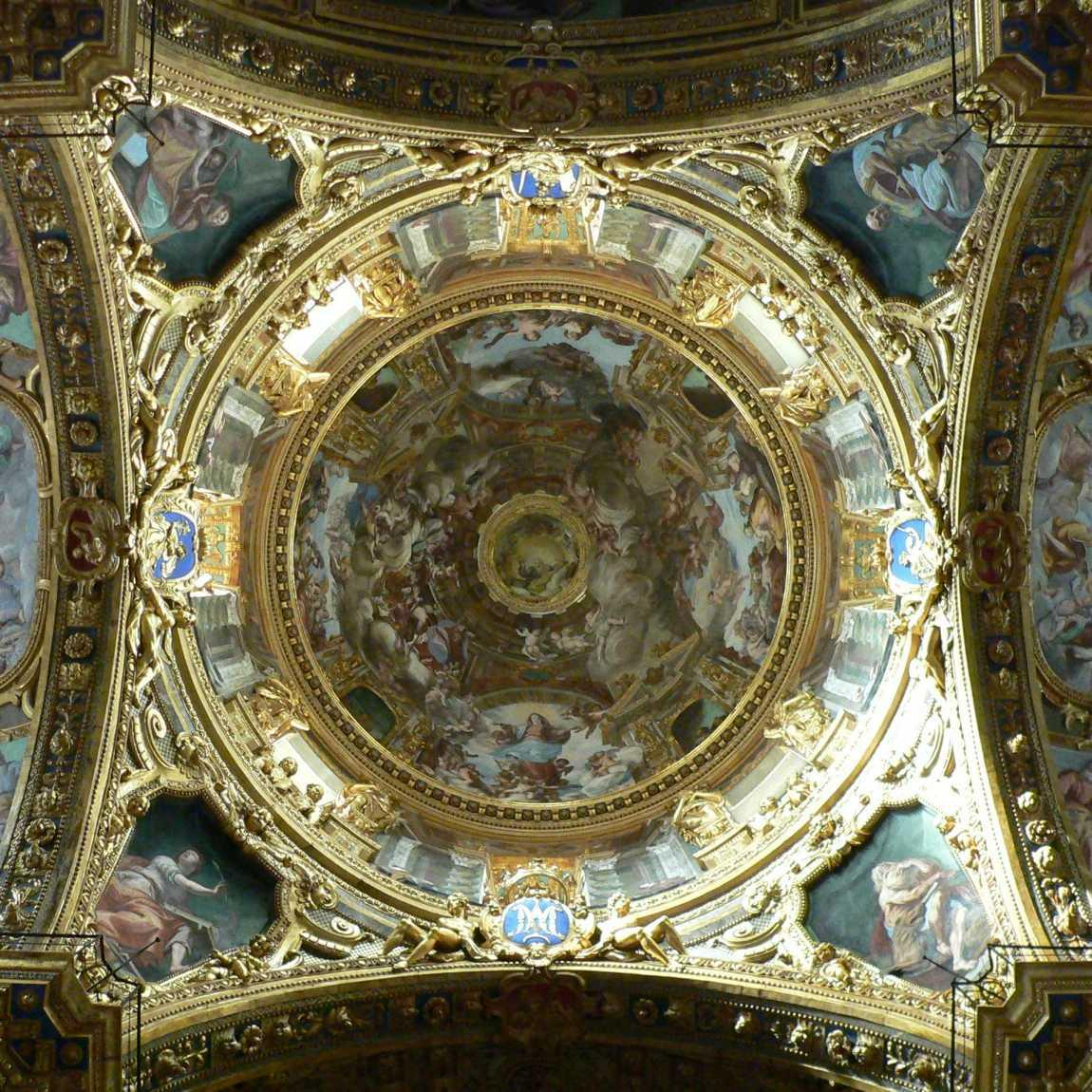
Interior de la cúpula de Andrea Ansaldo

Las vicisitudes de la Iglesia católica en el siglo XVI, con la Reforma protestante y, por lo tanto, el Concilio de Trento, fueron causa indirecta de una transformación radical de la basílica. En 1582, de hecho, monseñor Francesco Bossi, obispo de Novara, llegó a Génova para verificar la conformidad de la diócesis genovesa con los dictados del concilio tridentino. Dedicó tres páginas de su informe muy detallado a la Iglesia de la Anunciación, en el que se indicaron todas las obras que se llevarían a cabo y en qué momentos, para que el edificio se adaptara a los nuevos dictados.
Los frailes se vieron obligados a estudiar una renovación casi total del edificio y, sobre todo, a encontrar a alguien que financiase tal construcción. Así que en 1591 vendieron el giuspatronato (patronato eclesiástico) de la capilla mayor a la muy rica familia de los Lomellini, propietaria de Tabarca en favor de la concesión recibida en 1544 en la época de Andrea Doria, gracias a la cual disponían del floreciente comercio del coral. Los Lomellini se comprometieron a pagar y dirigir todas las obras, a cambio de utilizar la iglesia como una capilla familiar. Bajo su patrocinio, se realizó la mayor empresa artística-arquitectónica-pictórica del siglo XVII genovés, estructuralmente resuelta en el revestimiento de un esqueleto falso medieval.
Los Lomellini encargaron a Taddeo Carlone que realizara los primeros adecuamientos arquitectónicos, es decir, la extensión del presbiterio con la construcción del ábside, para encontrar espacio para el coro, y el reemplazo del tiburium por una cúpula de alto tambor.
A partir de 1615, las obras fueron dirigidas por Giovanni Domenico Casella, llamado Scorticone, y Giacomo Porta. Estos se encargaron de la prolongación del edificio hacia la actual piazza della Nunziata, un lapso y medio, después de que los frailes compraron los edificios que impidían la obra (el granero de la familia Balbi, el oratorio de San Tommaso y la osteria di Santa Marta), cuidándose de dar una primera forma no definitiva a la fachada. Pero sobre todo realizaron la decoración escultórica de la iglesia con mármol, piedras, estuco y oro, concertándose con los dos pintores que luego pintarían las recuadros que quedarían libres: Giovanni y Giovanni Battista Carlone.

### Los ciclos pictóricos

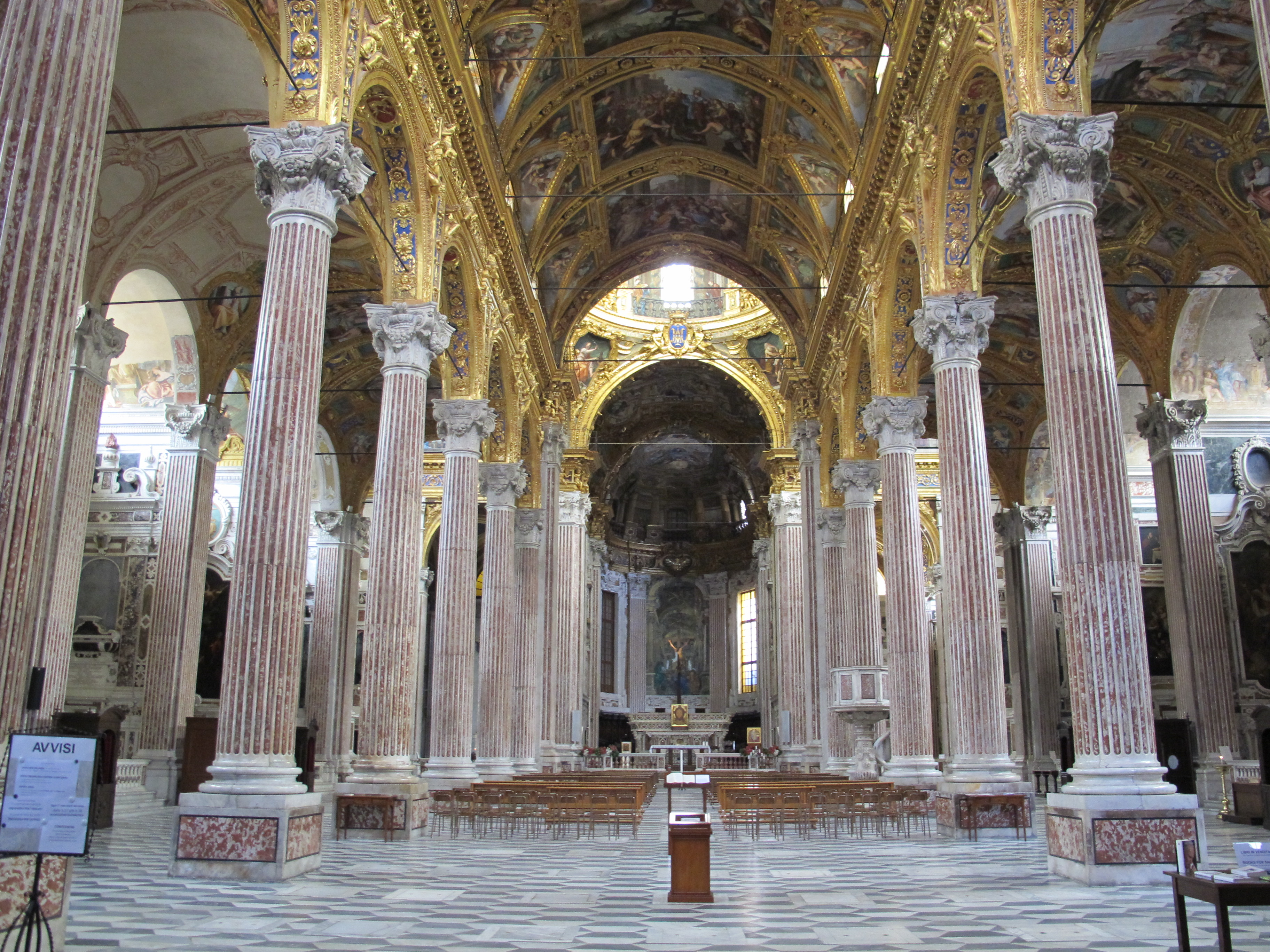
Vista del interior

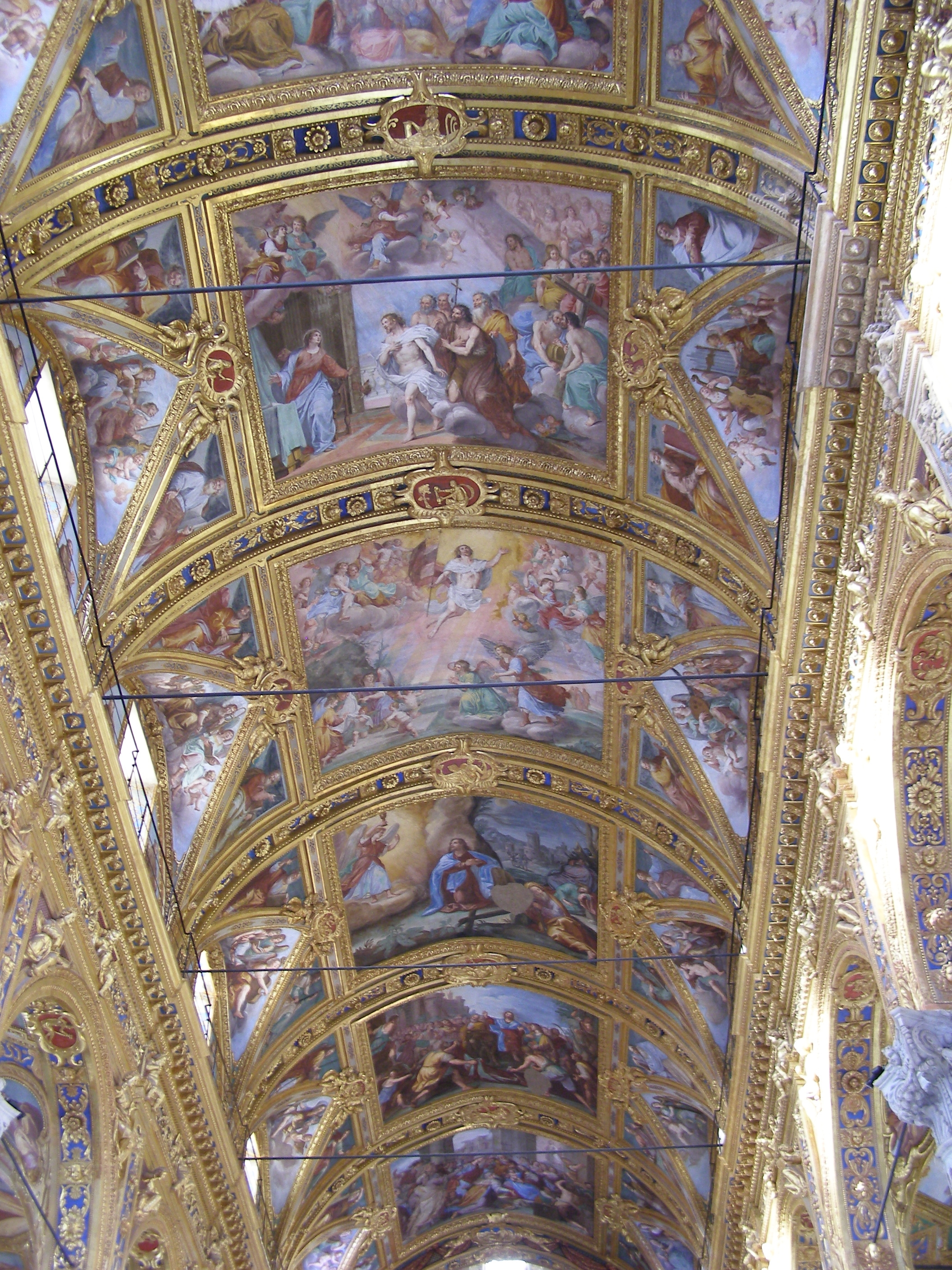
La bóveda de la nave central

Giovanni Carlone comenzó su decoración de frescos en la segunda mitad de los años 1620, comenzando a pintar los episodios previstos para el transepto: Pentecostés, Incredulità di san Tommaso, Trasfigurazione y Discepoli di Emmaus. Luego continuó con los primeros tres tramos de la nave central, donde pintó L'adorazione dei Magi, L'entrata in Gerusalemme e La preghiera nell'orto degli ulivi (probablemente pintó algunos de los frescos en las naves laterales). En este punto, se detuvo para trabajar en la decoración de la iglesia de Sant'Antonio abad de los padres Teatinos en Milán, pero en 1631, poco después de comenzar a pintar para este último encargo, murió repentinamente.
Será el hermano de Giovanni Battista quien completara las obras inconclusas en Milán y en Génova. En la Annunziata pintó los tramos restantes de la nave central (La Resurrezione, Gesù risorto saluta Maria prima di salire al cielo e Maria incoronata) y los tramos de las naves laterales que entonces tenían que terminar. Mientras tanto, en un período que aún no se ha podido comprender, también trabajó en algunos frescos Gioacchino Assereto, quien pintó las primeras bóvedas de las naves laterales (Eleazaro e Rebecca al pozzo e Pietro e Giovanni risanano lo storpio davanti alla porta Bella).
Cuando llegó el momento de decorar los lugares más importantes del edificio, la familia Lomellini se dirigió a Andrea Ansaldo, quien les pidió que antepusieran ladecoración de toda la cúpula. El artista trabajó allí ininterrumpidamente durante tres años, hasta su muerte en 1638. La compleja máquina de perspectiva se divide en los frescos y las figuras en oro en todo el tondo que cubre, con ritmo ascendente, toda la superficie de las pechinas, el tambor, la cúpula y la linterna de remate. El tema central corresponde a la dedicación del templo, la Ascensione della Vergine. La tensión vertical del complejo comienza con las cuatro grandes figuras en el fresco de las pechinas, los Quattro evangelisti, entre los que destaca el joven Juan con la pluma levantada y la figura vivaz del Marcos anciano y barbudo, que muestra una musculatura poderosa. Cuatro pares de jóvenes desnudos sostienen el escudo de armas mariano en el campo azzurro en la parte superior de los arcos. En los círculos del tambor, las cuatro ventanas están enmarcadas por cariátides doradas que parecen soportar la cúpula, y pares de putti en oro a tudo tondo. Se alternan con las arquitecturas pintadas con columnas retorcidas y balaustradas de las que destacan los discípulos pintados de trompe-l'œil. En la cúpula las arquitecturas pintadas continúan las reales de la iglesia, y en un arco aparece la Assunta rodeada de varias figuras bíblicas. El vórtice ascensional termina en la pequeña cúpula donde se representa a Dios Padre.
En 1783, Agostino Lomellini, último exponente de la familia, ya dogo de la República de Génova desde 1760 a 1762, obtuvo del papa Pío VI que la iglesia fuese declarada parroquia noble de los Lomellini, pero fue solo por unos pocos años: con su muerte en 1794, la casa se extinguió. Los religiosos tuvieron que abandonar el convento en 1810 por las leyes de supresión napoleónica, pero regresaron allí en 1815. El papa Pío VII, en tránsito en Génova en su viaje de regreso a Roma después del encarcelamiento napoleónico, el 4 de mayo de 1815 celebró solemnemente la festividad de la Ascensión junto con 16 cardenales, y todavía se e incluso celebró Pentecostés el 14 de mayo.

### Restauración delsigloXIX, daños de la guerra, nuevas obras

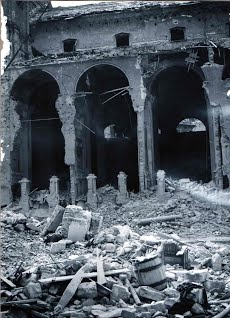
Después de los bombardeos de 1943

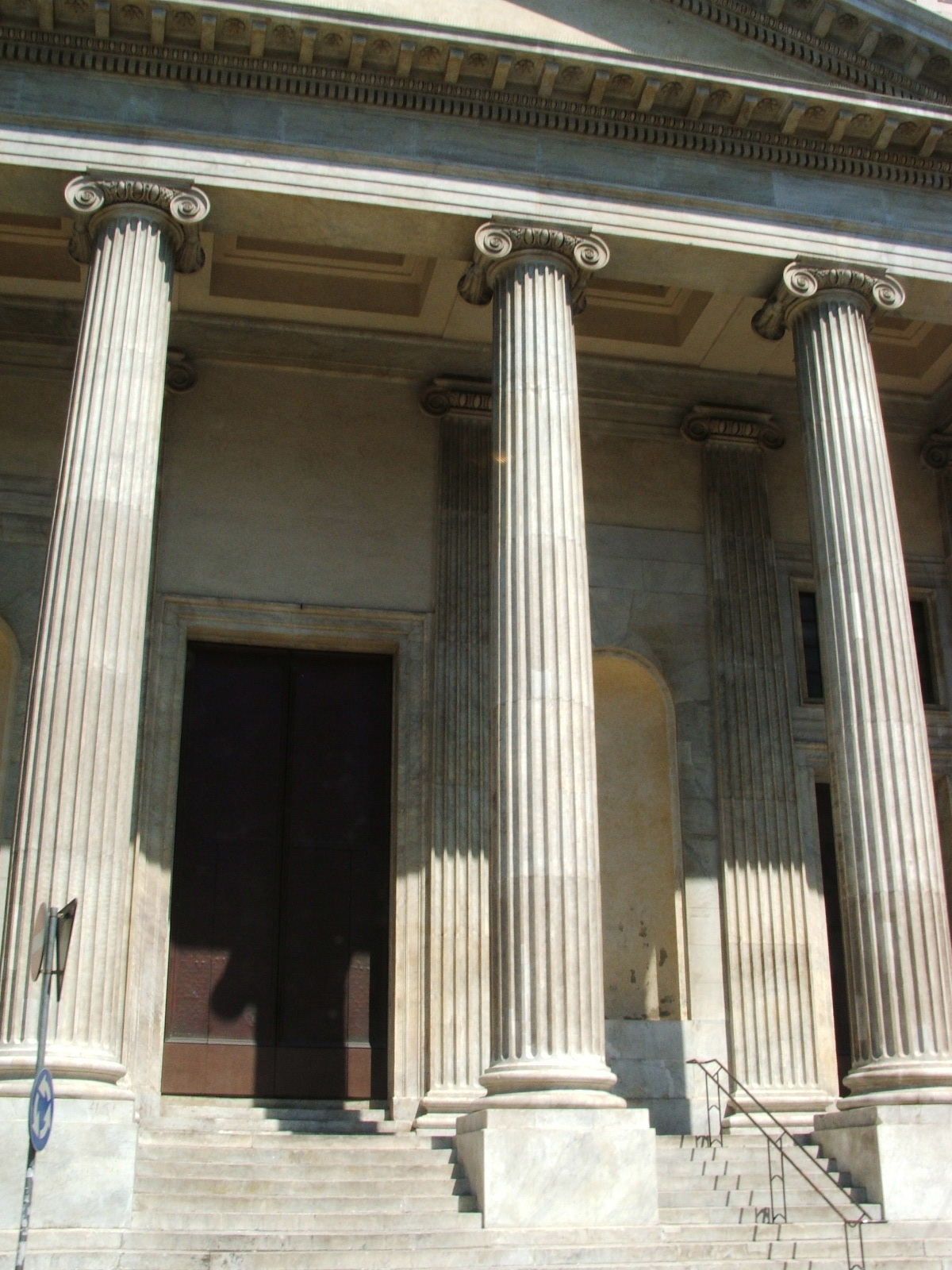
Detalle de las columnas de la fachada.

La fachada neoclásica, que se caracteriza por los dos campanarios y sobre todo por el grandioso pronao con seis columnas de estilo jónico, fue construida en 1867 y es el resultado de los proyectos elaborados por Carlo Barabino en 1834 y reelaborados por Giovanni Battista Resasco en 1841.
Por las nuevas leyes de supresión de las órdenes religiosas emitidas por el gobierno de Saboya en 1861, los franciscanos tuvieron que abandonar la iglesia y el convento nuevamente. En 1898, la iglesia fue elevada a parroquia por el arzobispo Tommaso Reggio, confiándola nuevamente a los hermanos Menores que regresaron allí el 30 de mayo de 1901.
Durante los bombardeos que devastaron la ciudad durante la Segunda Guerra Mundial, la iglesia fue afectada repetidamente, aunque el mayor daño ocurrió principalmente el 29 de octubre de 1943. Muchos frescos de las capillas laterales en el flanco hacia la via Polleri (lado sureste) fueron destruidos, entre los cuales varios hechos por Domenico Fiasella; estas partes perdidas se identifican por los rastros de yeso en bruto dejados en la reconstrucción.
Sin embargo, bajo las bombas, en general, la estructura portante se mantuvo, las pilastras aguantaron, y solo colapsaron algunas paredes de relleno y algunas bóvedas. La documentación fotográfica publicada en la revista municipal "Génova" del año 1942 muestra la estructura de sección cuadrada de estucado dorado que reviste las pilastras arrancadas por completo, y en su interior emergen las columnas medievales de piedra en blanco y negro.
En 1995, el pintor Raimondo Sirotti pintó un Incontro dei Santi Gioacchino e Anna [Encuentro de los santos Joaquín y Ana], una reinterpretación de la pintura original del ábside del pintor Giulio Benso del siglo XVII.

## Descripción
El interior, grande y brillante, restaurado después del severo daño de la Segunda Guerra Mundial, tiene planta de cruz latina con tres naves y una serie de capillas en las naves laterales, enriquecidas con frescos, pinturas, mármoles con incrustaciones y estucos en oro puro, obra de los mejores artistas genoveses del siglo XVII.
El famoso filósofo y enciclopedista Montesquieu, en la primera mitad del siglo XVIII, consideraba que la Nunziata era la iglesia más hermosa de Génova.

### Decoración interior de la nave
Algunos de los artistas responsables de la decoración interior fueron Giovanni Benedetto Castiglione con Santiago derrota a los moros; Giovanni Bernardo Carbone (GBC) con Santiago abre las puertas de Coimbra al rey Fernando; Valerio Castello con el Martirio de Santiago y San Pedro cristianiza a Santiago, Giovanni Domenico Cappellino con la Predica del apóstol, Domenico Piola con El martirio del santo, Giovanni Lorenzo Bertolotti con Aurelio y Giovanni, Aurelio Lomi con Las hijas del Zebedeo presentadas a Jesus y santos
En el crucero central, el techo de la cúpula tiene un fresco de la Assumption, considerada la obra maestra de Giovanni Andrea Ansaldo, y restaurada más tarde por Gregorio De Ferrari. Sobre la puerta de la nave central hay una última cena de Giulio Cesare Procaccini, flanqueada por dos Profetas atribuidos tanto a Gioacchino Assereto, Giovanni Andrea Ansaldo o Giulio Benso; en el techo, canvases que representan una Epifanía, La Entrada a Jerusalén y Oración en el jardín, de Giovanni Carlone, mientras que la Resurrección, Jesús aparece a su Madre y la Coronación de la Virgen fueron pintados por su hermano, Giovanni Battista Carlone.

#### Decoración de las capillas
- en la nave lateral derecha:

- primera capilla: los muros tienen frescos de una Natividad atribuidos al Moncalvo; Agar y Angel, de  Giovanni Andrea de Ferrari. El techo tiene frescos con Milagros de San Bernardino y Simone y Giuda evangelizando a los persas, de Giovanni Battista Carlone.
- segunda capilla: tiene un retablo y una pintura que representa los Milagros de San Bernardino, así como un fresco en el techo del Catecismo de San Mateo de G.B. Carlone y otra pintura de Milagro, de Aurelio Lomi.
- tercera capilla: tiene un fresco de Santo Tomás de Aquino antes de la Crucifixión de Domenico Piola, y San Diego cura a un niño ciego, de Simone Barabino; El martirio de San Sebastián y en el techo San Jaime bautiza a los paganos de G.B. Carlone, y en la pared izquierda hay un San Jerónimo, de Bernardo Strozzi.
- cuarta capilla: tiene un retablo de San Luis, de G.B. Carlone; en las paredes, dos episodios de la vida del santo, atribuidos a Claudius Francisco Beaumont; La bóveda tiene un fresco con Sant'Andrea adorando la Cruz,  de Domenico Fiasella.
- quinta capilla: tiene un retablo de San Pedro de Alcántara adorando  la Cruz de G.B. Carlone; el muro tiene un Éxtasis del joven san Francisco, atribuido a Daniele Crespi; a la izquierda, una Virgen y los Santos, de  Antonio Maria Piola, bajo un fresco de la Cena en Emaús, atribuido a Strozzi; en la bóveda tiene frescos de San Pablo predicando, de Fiasella.
- sexta capilla: tiene un retablo de hna Anunciación, de Domenico Piola. Las paredes tienen pinturas de una Presentación, Visitación y Profeta, de  Andrea Carlone; en la bóveda, con frescos, San Pedro cura al cojo, de Gioacchino Assereto. El policromado San Antonio de Padua, Niño Jesú, y ángeles fue esculpido por el francés Pierre Puget; En la bóveda, al frasco, un Pentecostés, y en el luneto sobre el arco desde el que se accede a la capilla más lejana está La dudad de Santo Tomás, un fresco de G.B. Carlone.

- capilla a la derecha del altar: tiene una Beata Andrea da Spello que extrae agua de una piedra, un lienzo de G.B. Carlone; sobre el altar, al frente, una escultura de una Madonna de Leonardo Mirano (1618); a la derecha, San Domenico Soriano, retablo de Tommaso Clerici. A la izquierda hay Tres arcángeles, de Clerici; en la cúpula hay frescos de G.B. Carlone.
- altar mayor: hay una Crucifixión, de Giacomo Antonio Ponsonelli; en el techo,Anunciación y Asunción, en los muros laterales, Presentación de Jesús en el templo, todos frescos de Giulio Benso; y Disputa con los doctores, pintado por G.B. Carlone a partir de un diseño de Benso.
- capilla a la izquierda del altar: en la pared derecha hay un Natividad, de Luciano Borzone; debajo hay un alto relieve en mármol, Virgen y santos, de Santo Varni, en el altar al frente, Madonna y el Niño, esculpido por Leonardo Ferrandina; en el altar de la izquierda hay una Crucifixión, de Francisco Scotto; a la derecha, San Pedro niega a Cristo y José explica los sueños, de Strozzi; a la izquierda, Bodas de Caná y Cristo en la columna, tal vez de Luca Saltarello; y frescos de Giuseppe Isola.
- transepto izquierdo: en el nicho sobre el altar, se encuentra San Pasquale adorando el Santo Nombre, una obra policorroma de  Anton Maria Maragliano; en el techo y en los lunetos sobre la entrada arqueada de la capilla lejana, una Ascensión y una Cena en Emaús, frescos de Giovanni Carlone.
- en la nave lateral izquierda:

- sexta capilla: el tímpanoestá decorado con unos frescos de una Madonna esculpida por Taddeo Carlone; en la bóveda tiene frescos Abraham ofrece pan y vino a Melquisedec, de Assereto.
- quinta capilla: tiene dos estatuas representando La Esperanza y La Caridad, de Ponsonelli; en la bóveda hay frescos de Rebecca en el pozo, de Fiasella.
- cuarta capilla: tiene un retablo de la Inmaculada Concepción, de Domenico Piola.
- tercera capilla: tiene una Crucifixión de Luca Cambiaso; a la izquierda, San Francisco bautiza a los moros, de G.B. Carlone.
- segunda capilla: tiene un retablo del Tránsito de Santa Clara de Giovanni Battista Paggi.
- primera capilla: tiene dos lienzos del Martirio de San Clemente (altar y muro) de G.B. Carlone; encima un San Lorenzo y San Stefano, lienzos de De Ferrari; en la bóveda exterior están los frescos dañados de Joshua cruzando el Jordan, de G.B. Carlone.

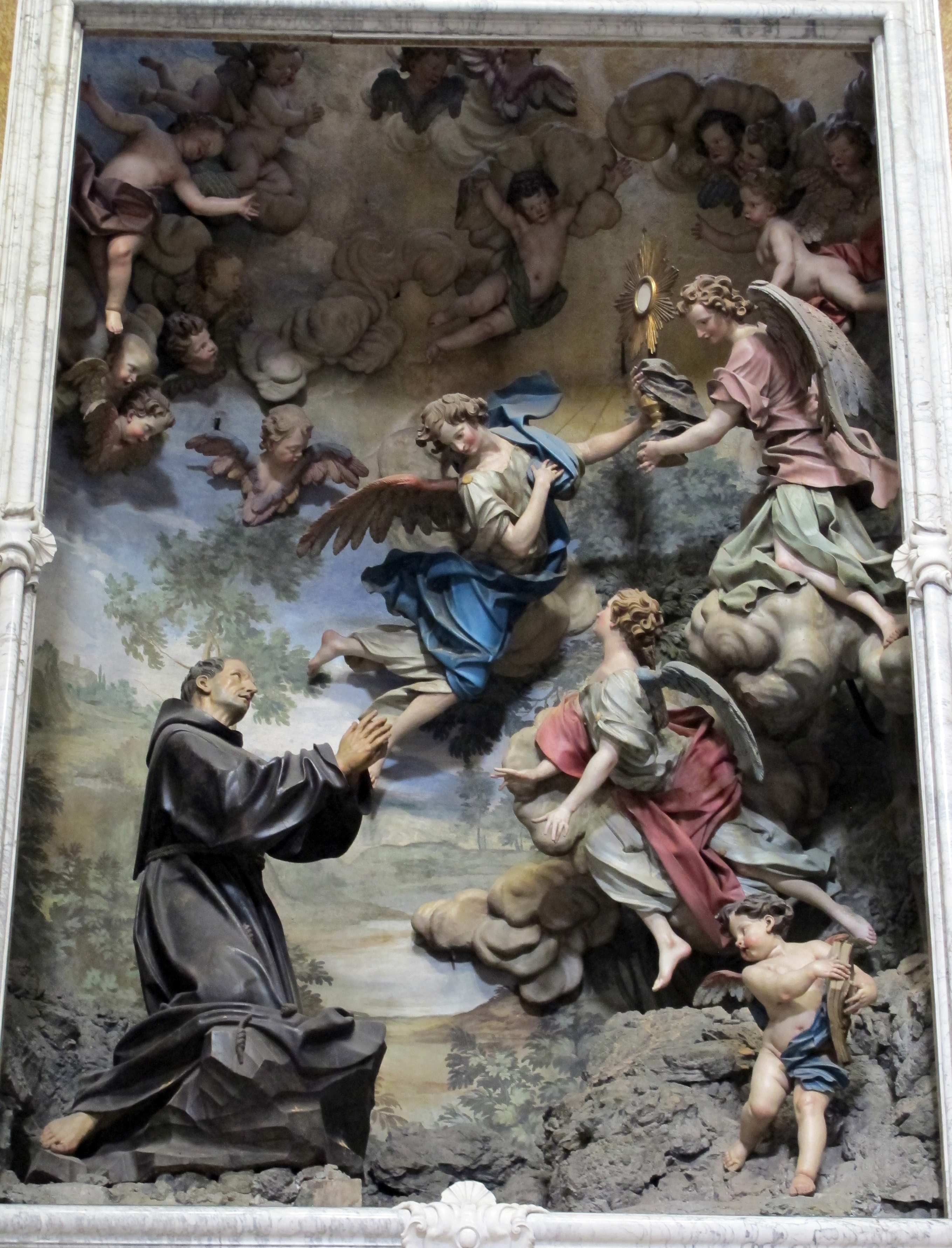
San pasquale adorante il santissimo, A.M. Maragliano
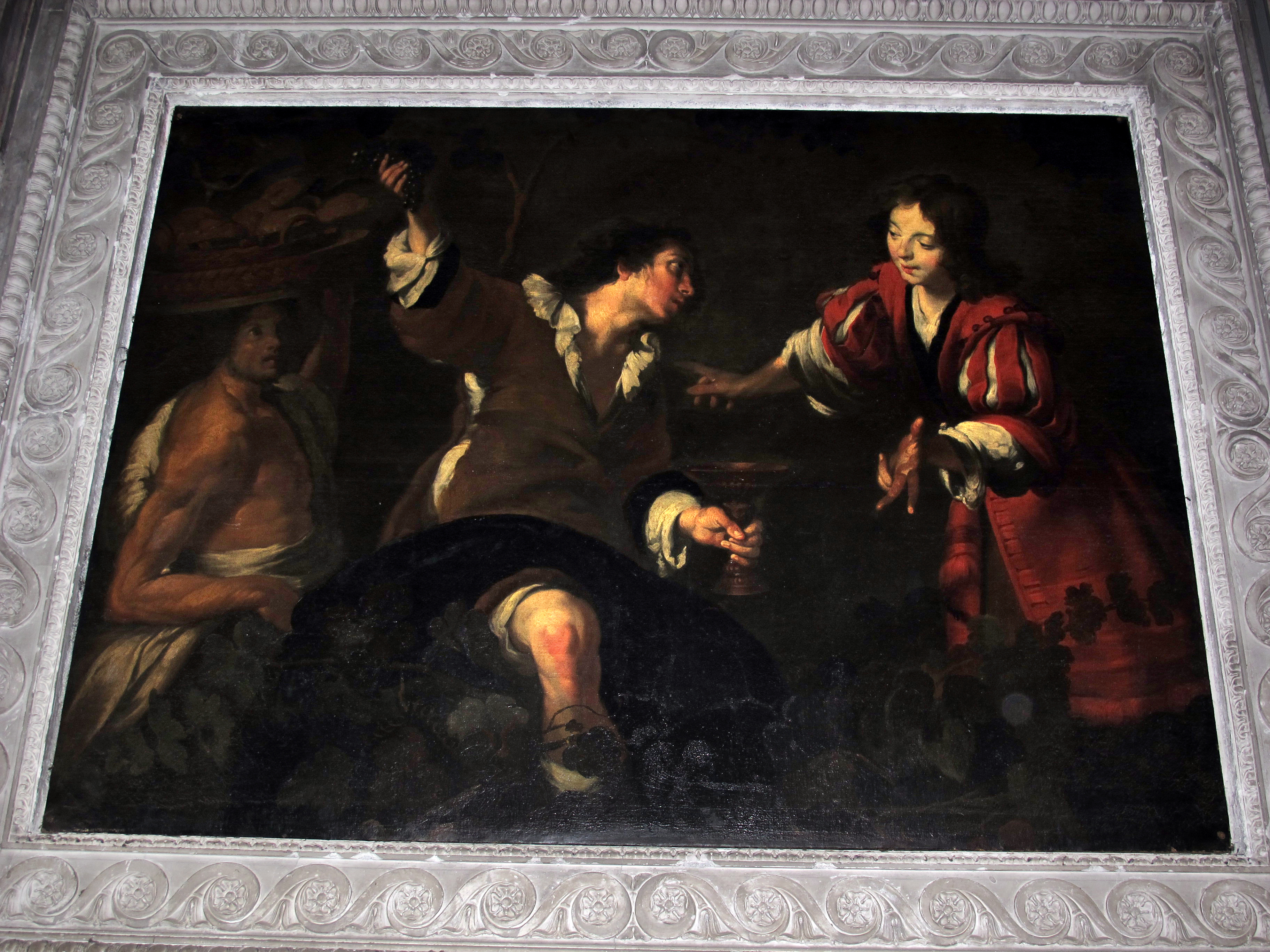
Giuseppe spiega i sogni, Bernardo strozzi
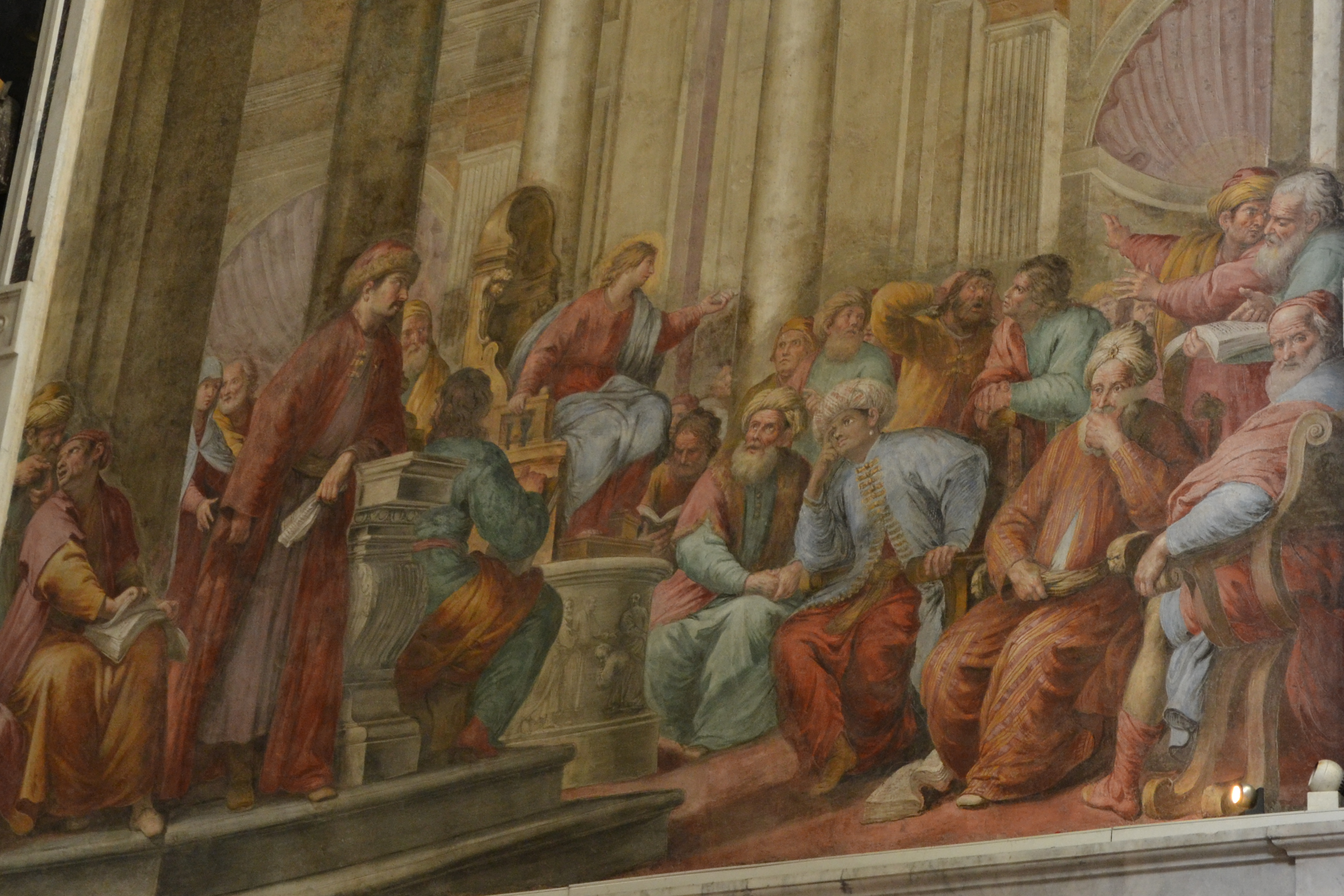
Disputa coi dottori, G.B. Carlone
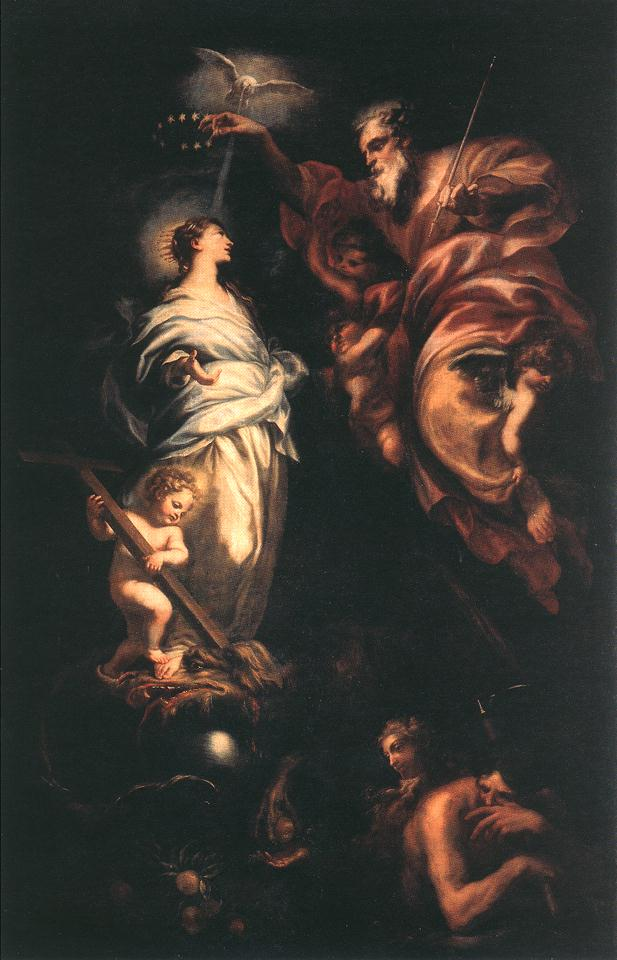
Immaculate Conception, D. Piola
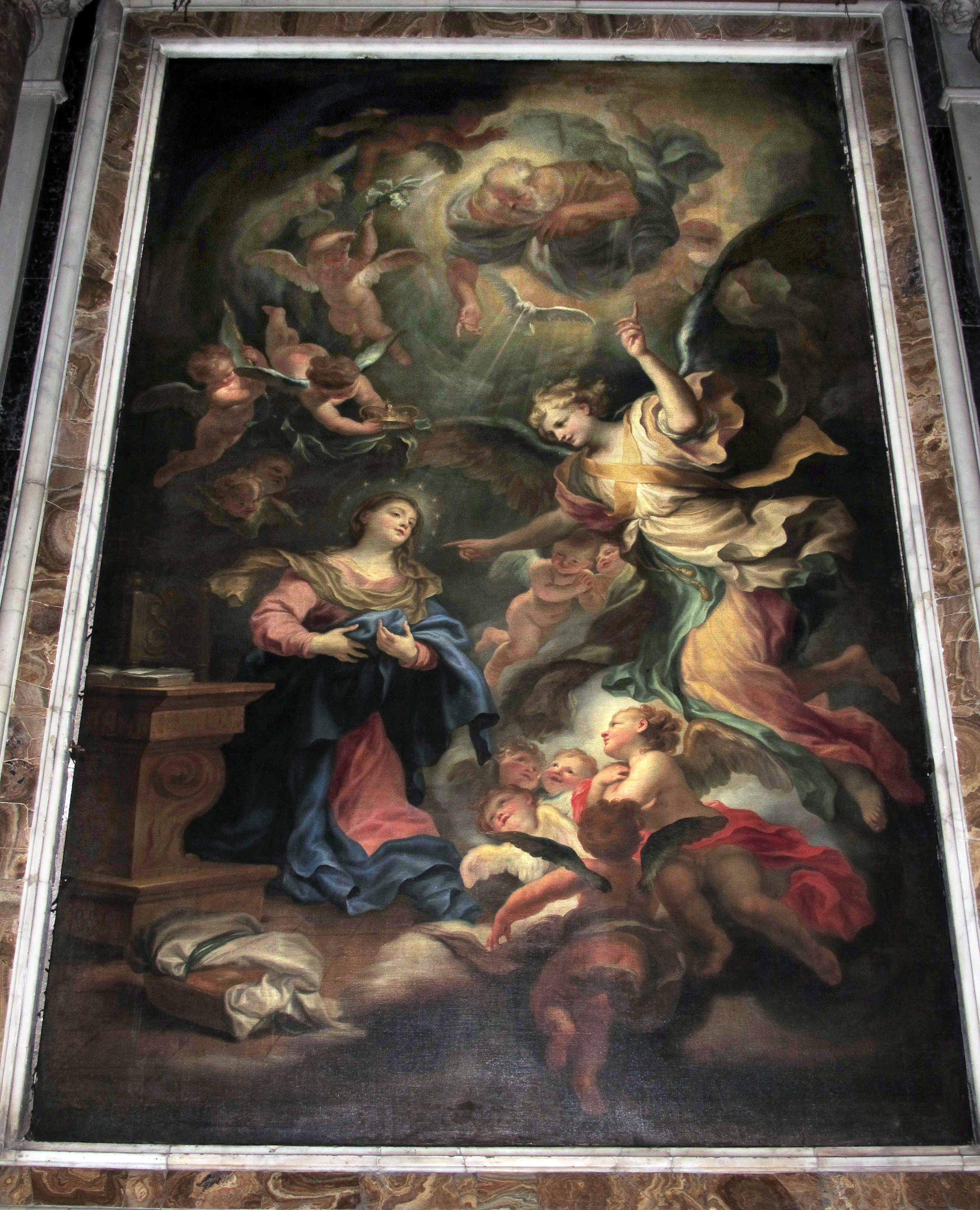
Annunciazione, D. Piola
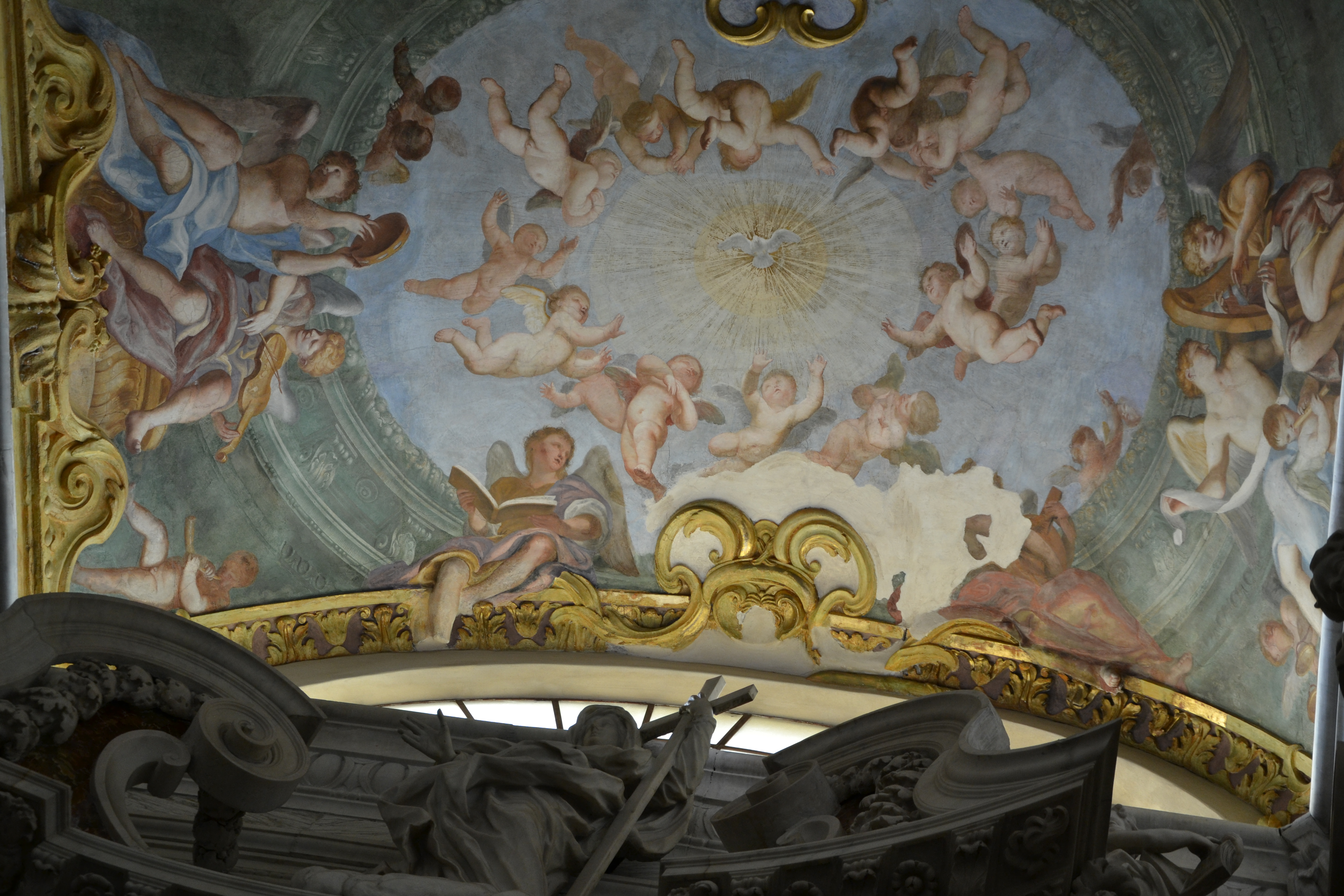
Capilla de San Diego
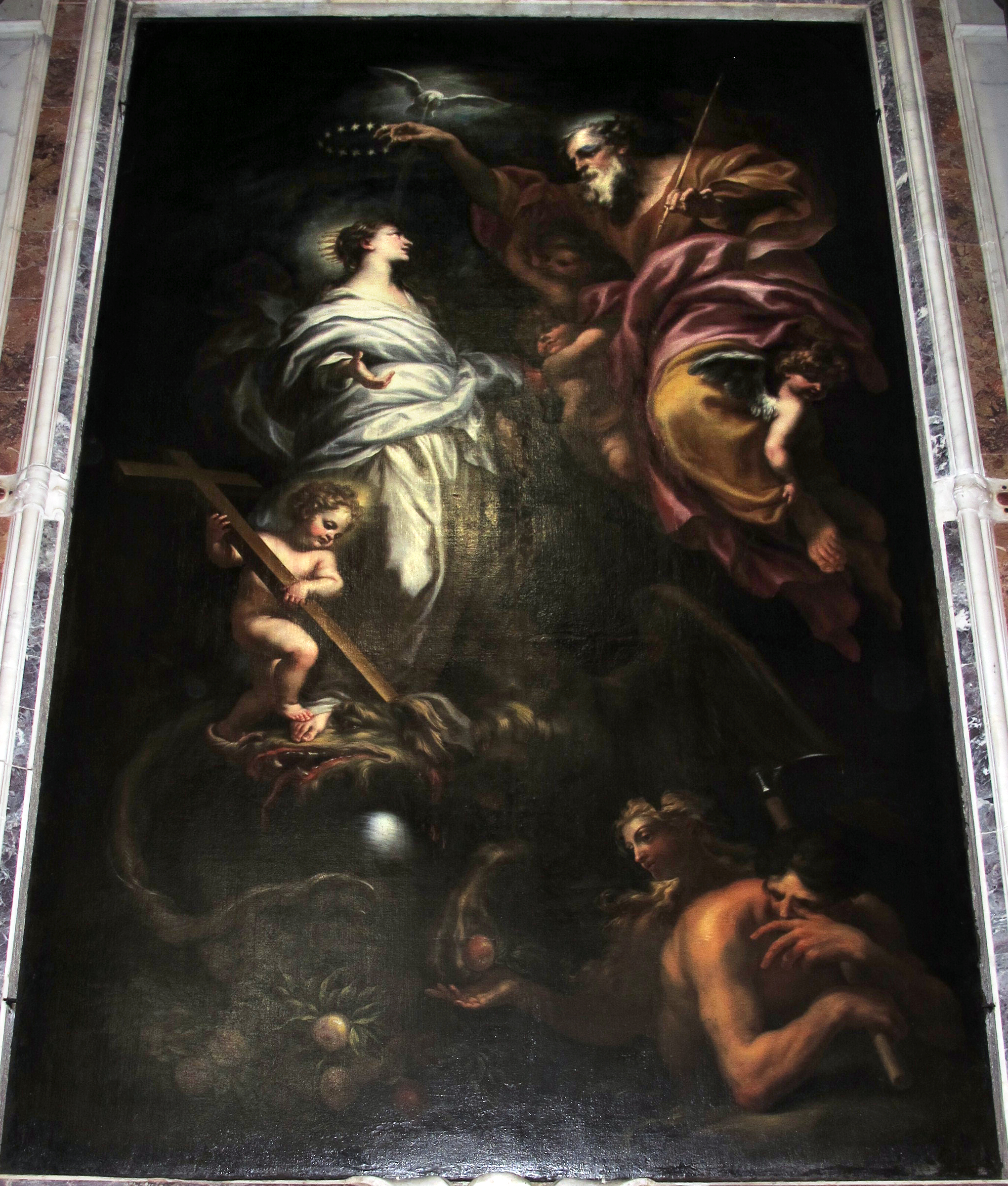
Vergine immacolata, D. Piola
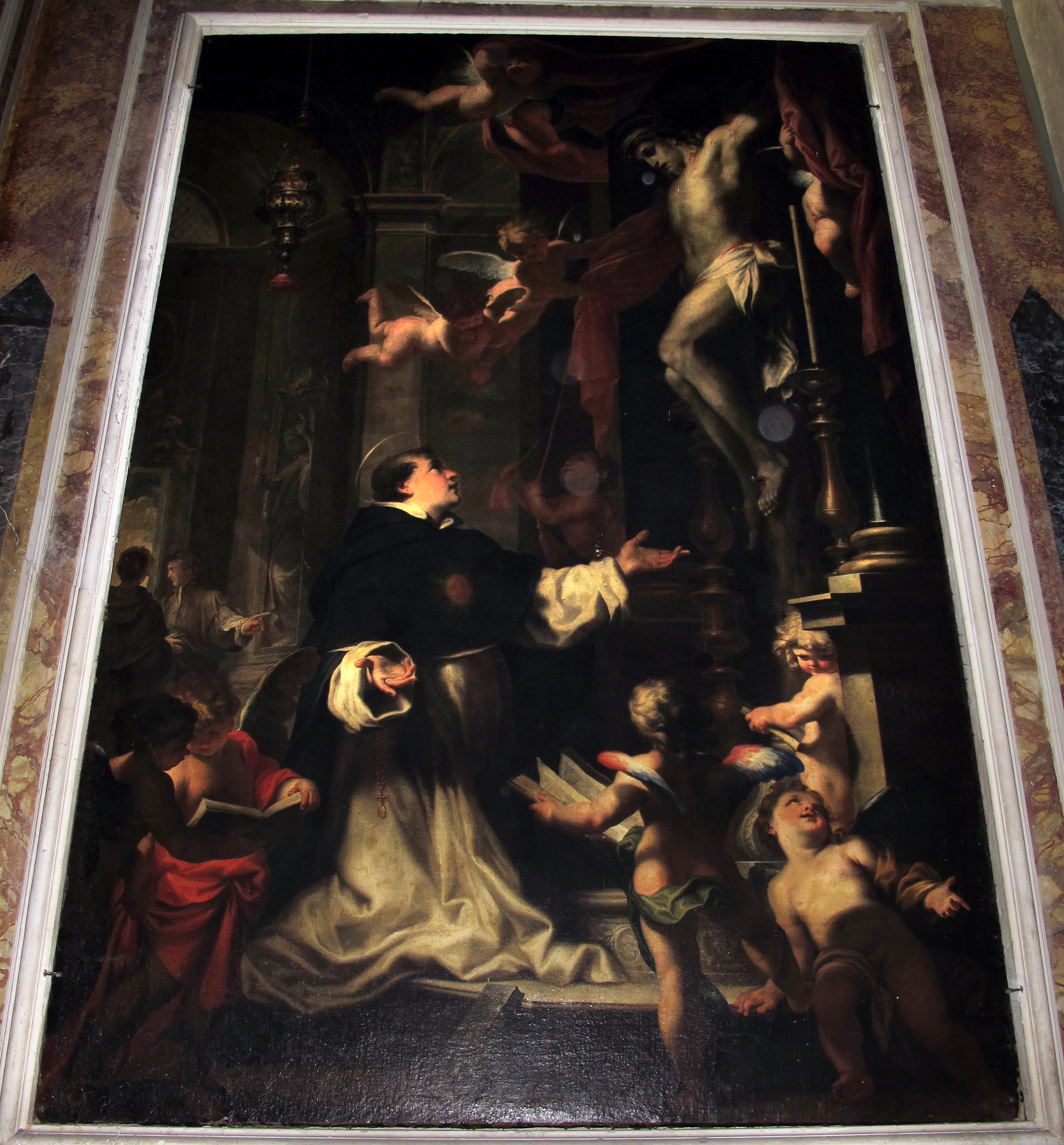
S. Domenico (o s. tommaso) in venerazione del Crocifisso, D. Piola
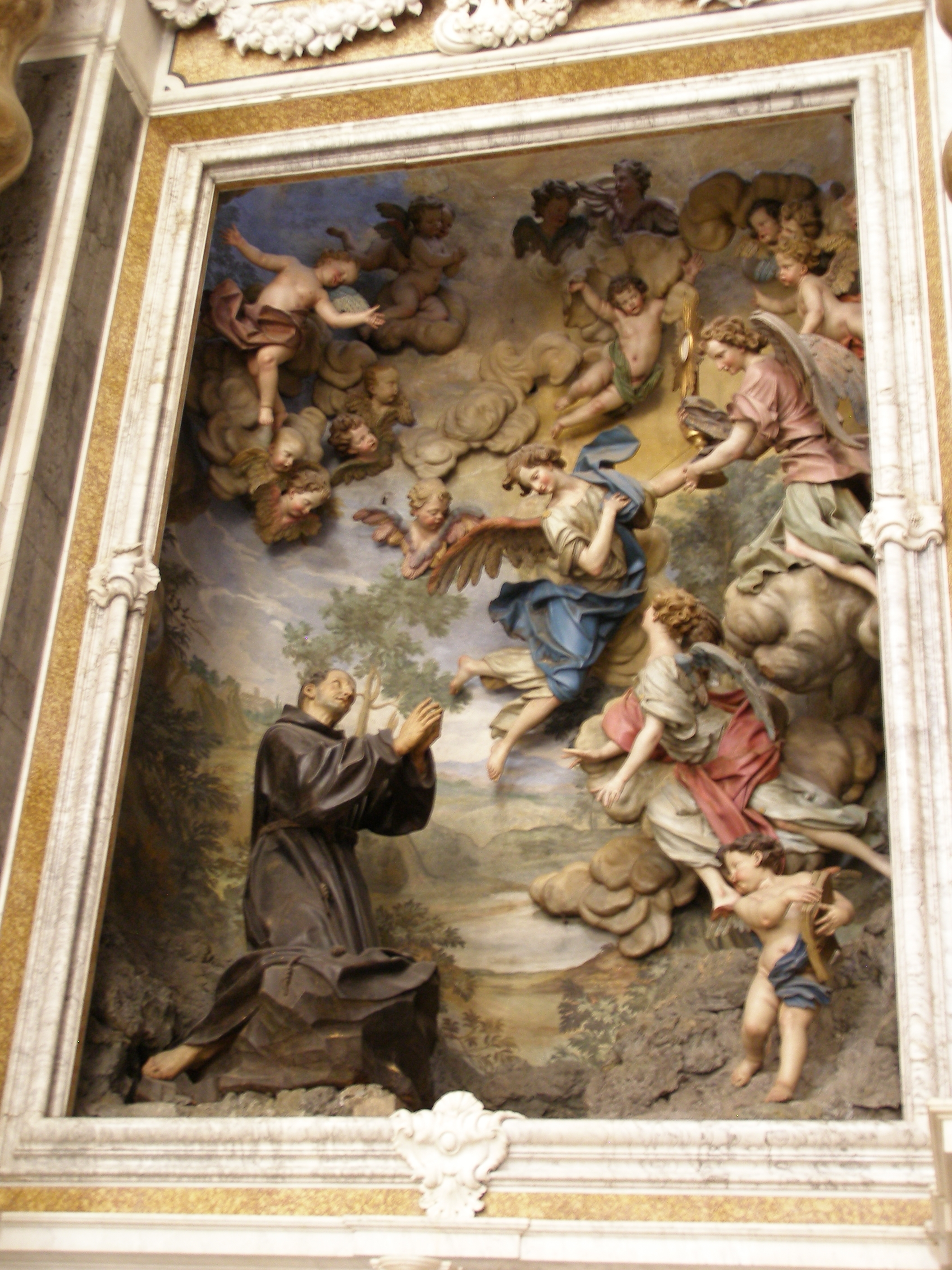
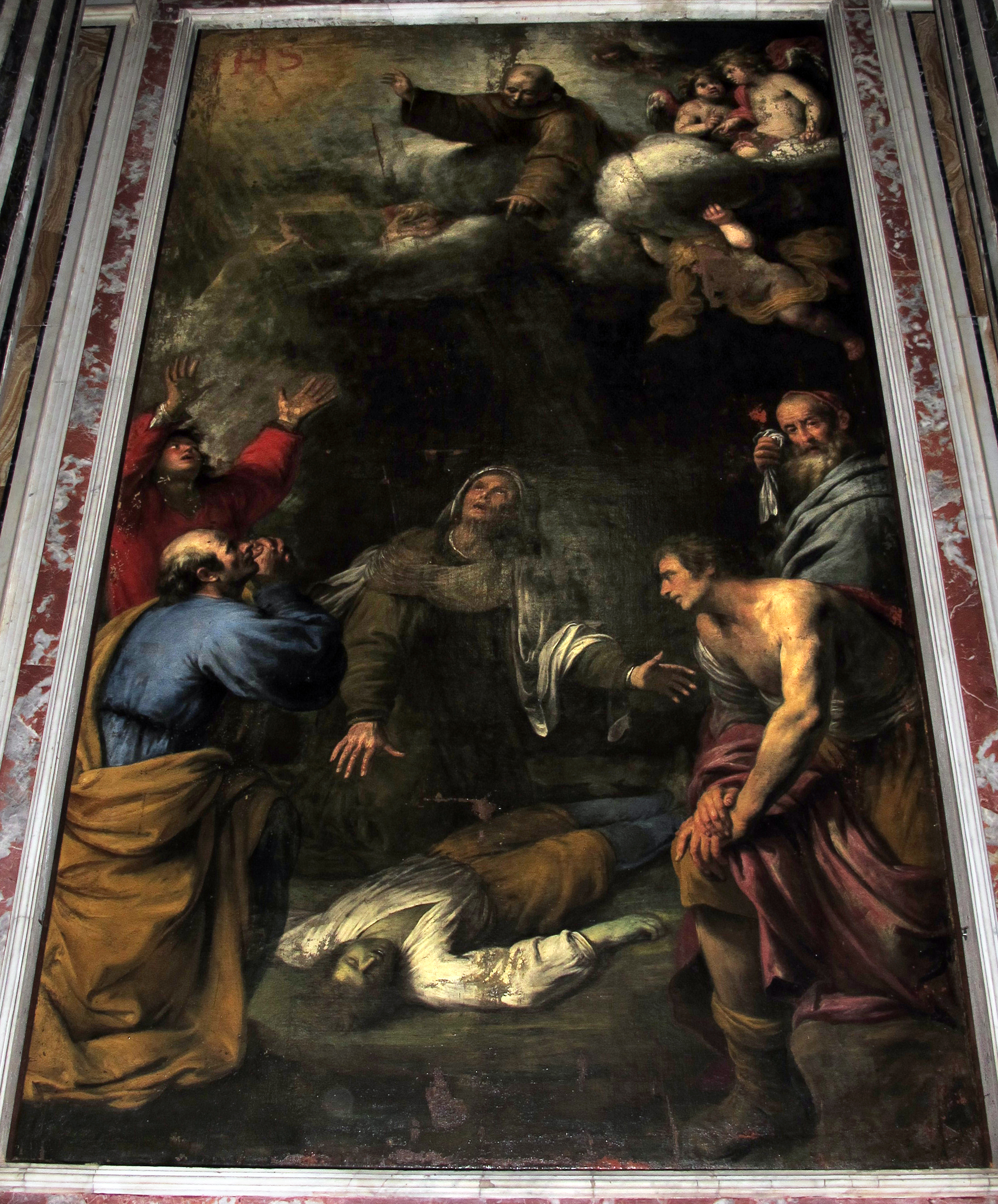
Miracolo di san bernardino, G.B. Carlone
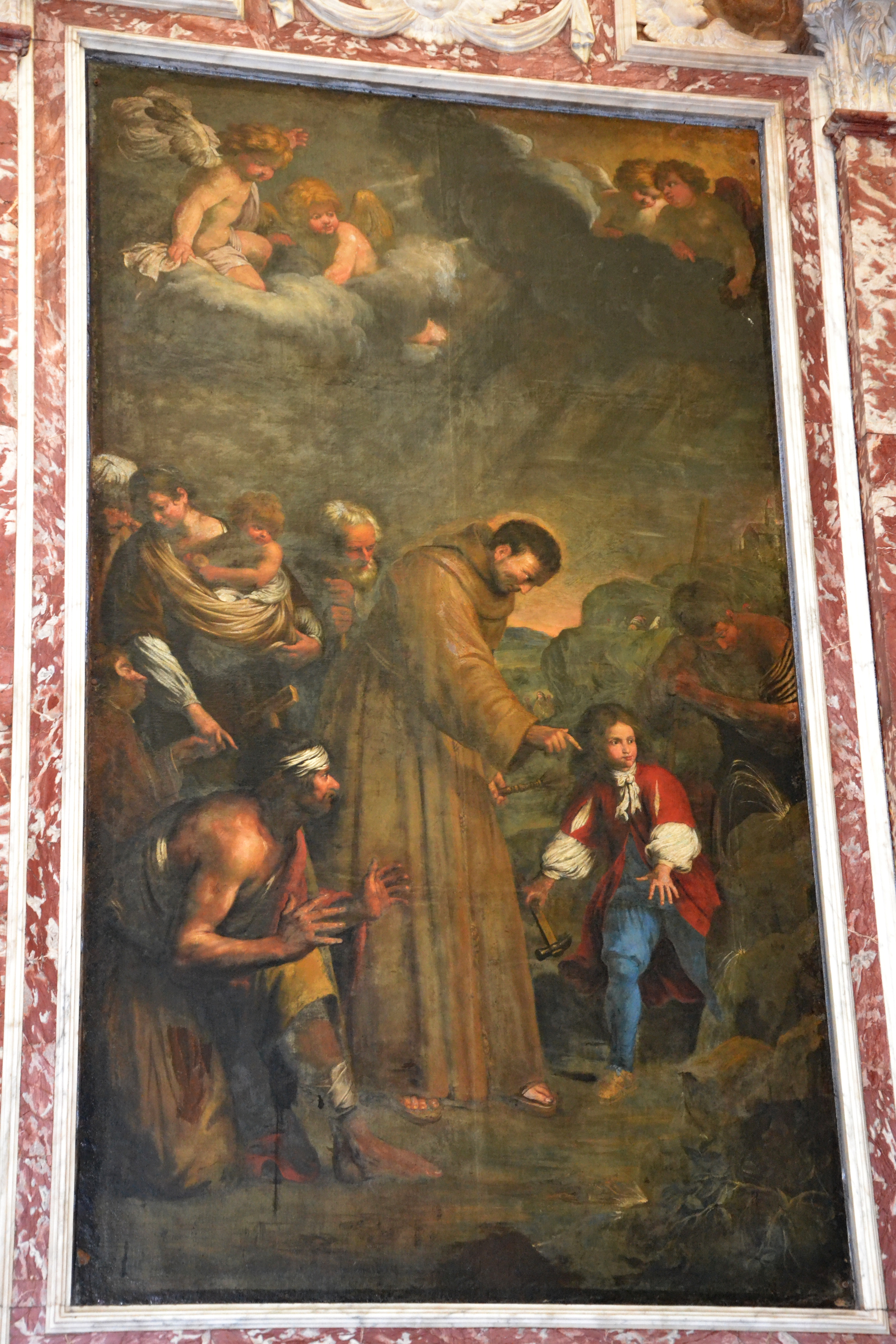
Miracolo di san Salvatore, G.B. Carlone
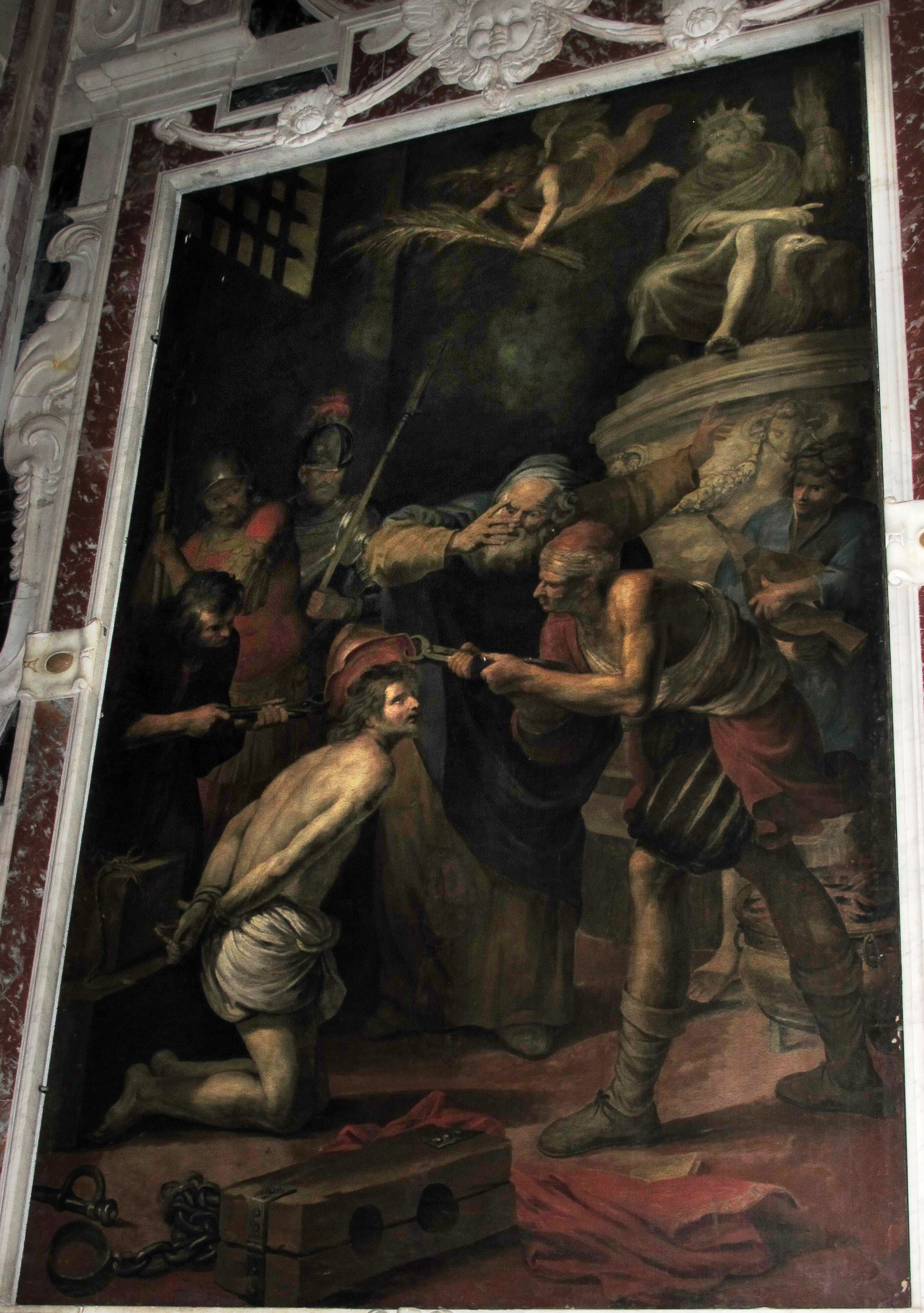
San Clemente martoriato da una colata rovente', G.B. Carlone
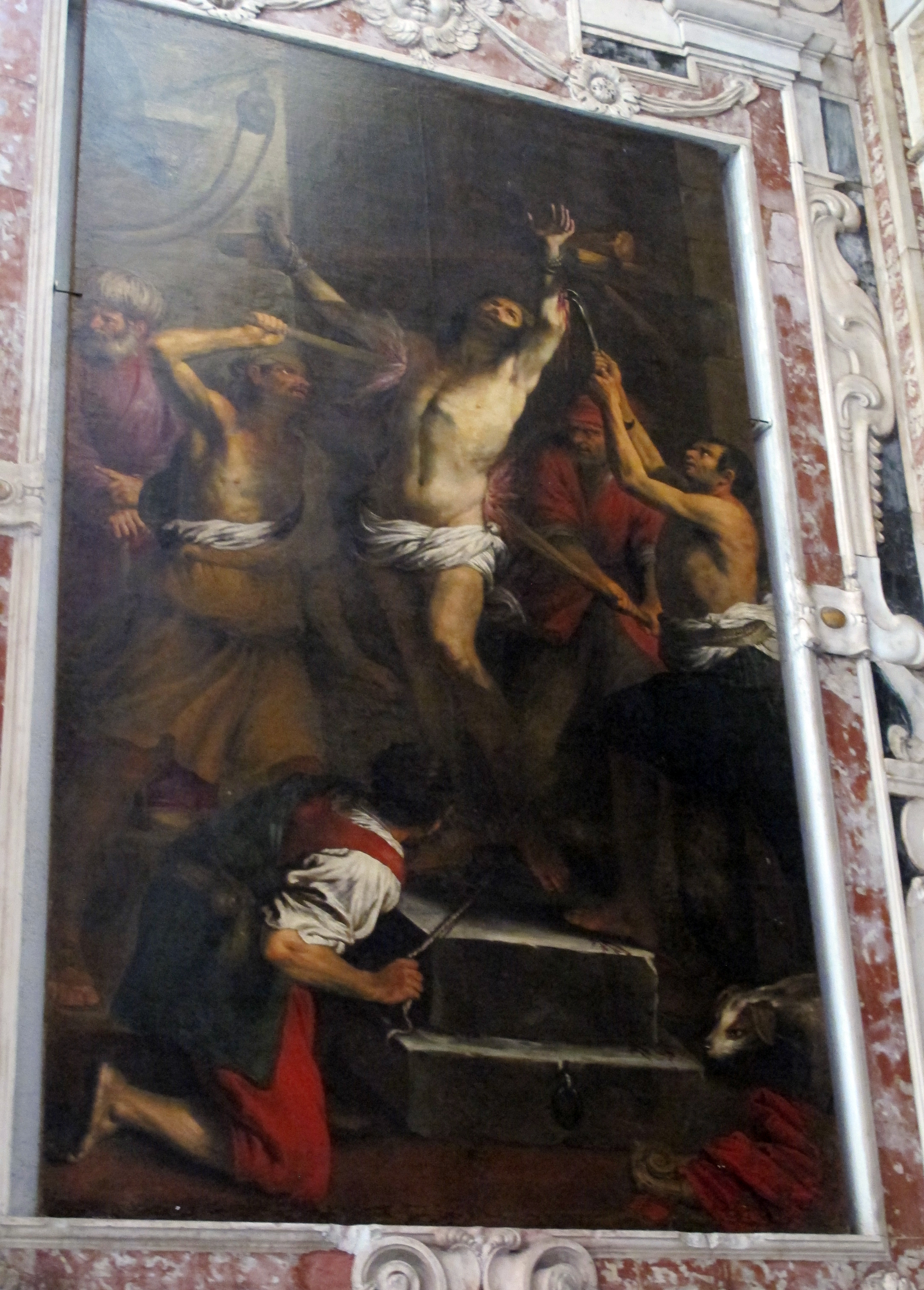
San clemente straziato da uncini di ferro, G.B. Carlone
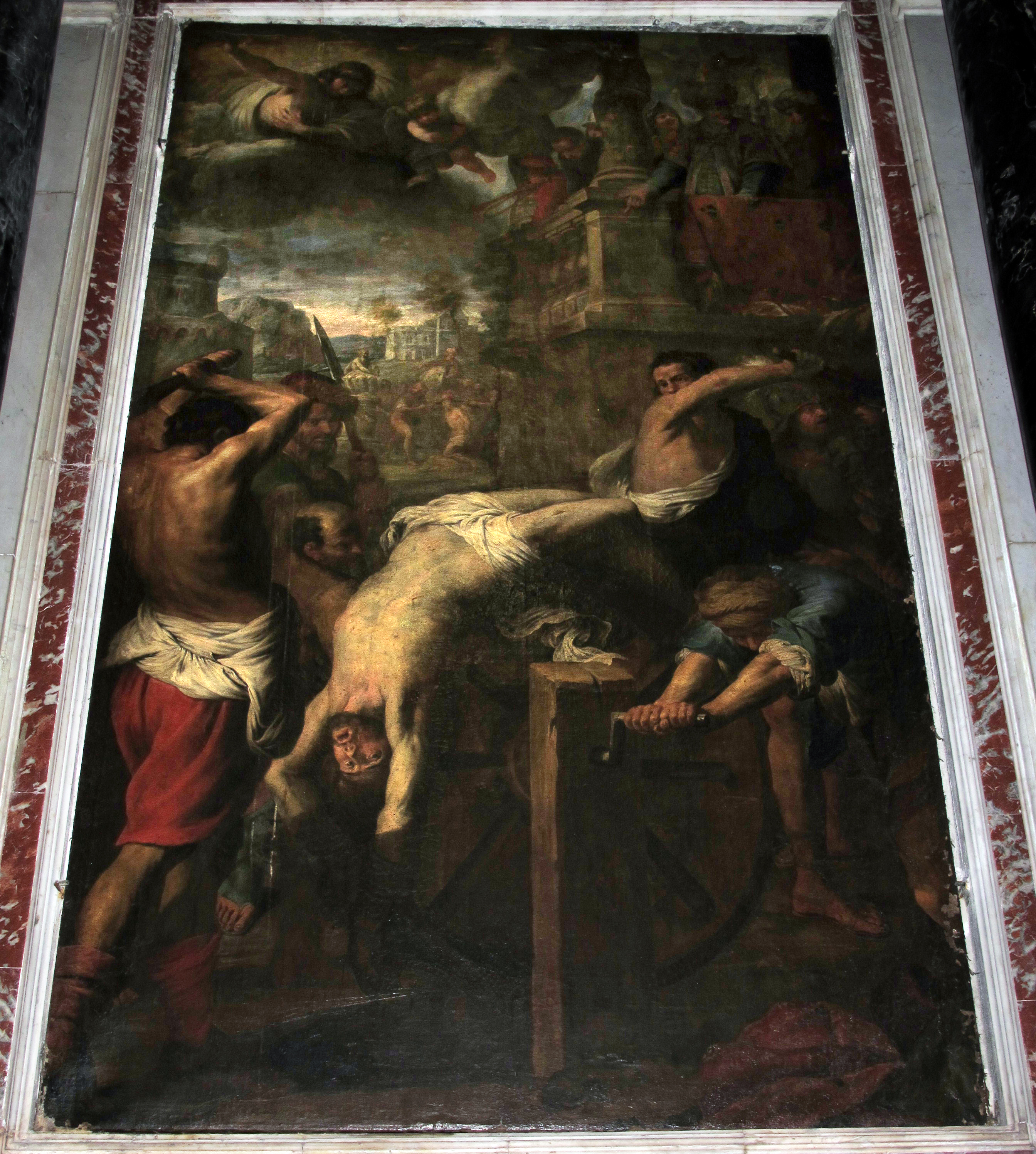
san Clemente subisce il martirio della ruota
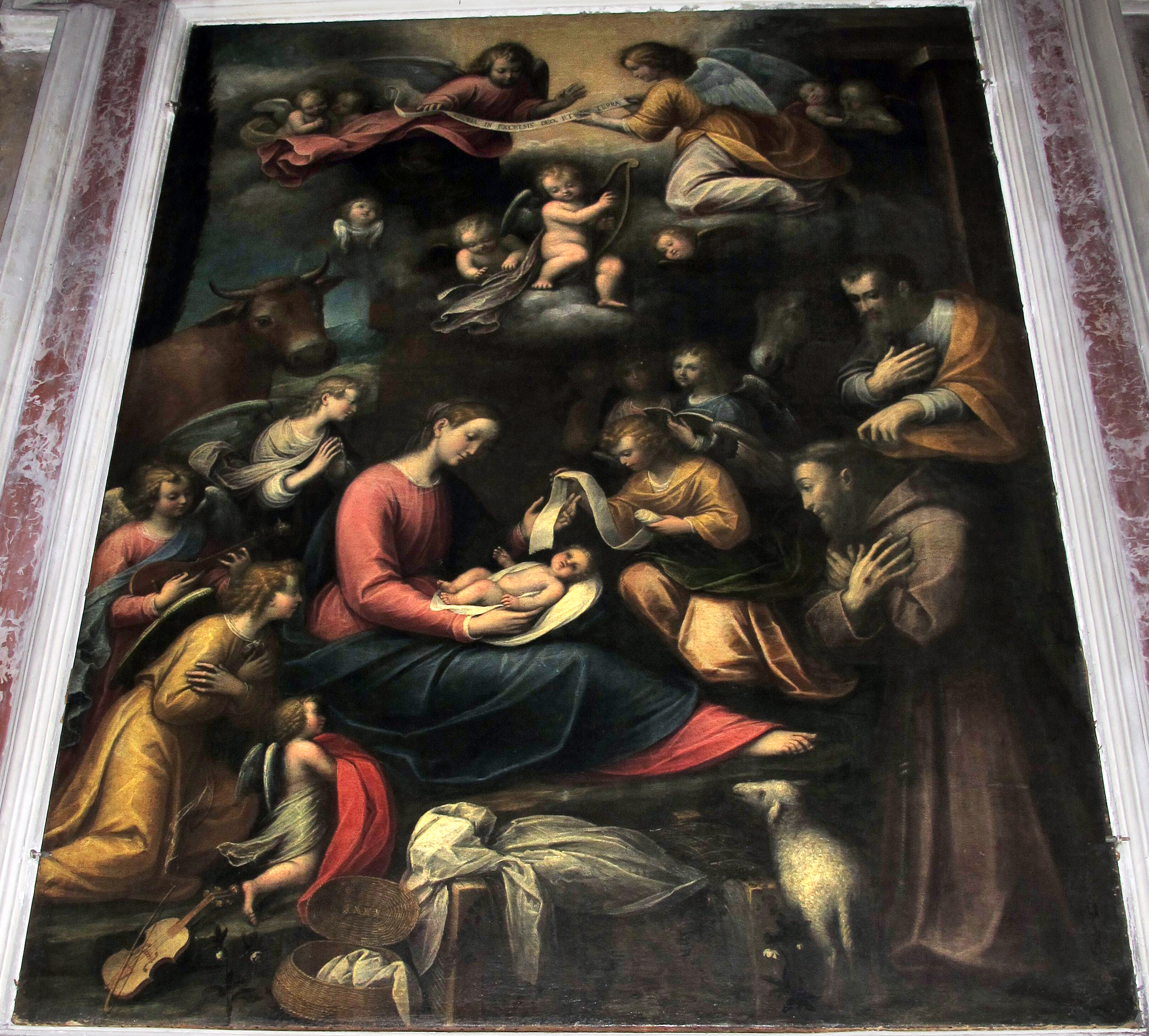
Natività con san francesco, G. Caccia (il monclavo)
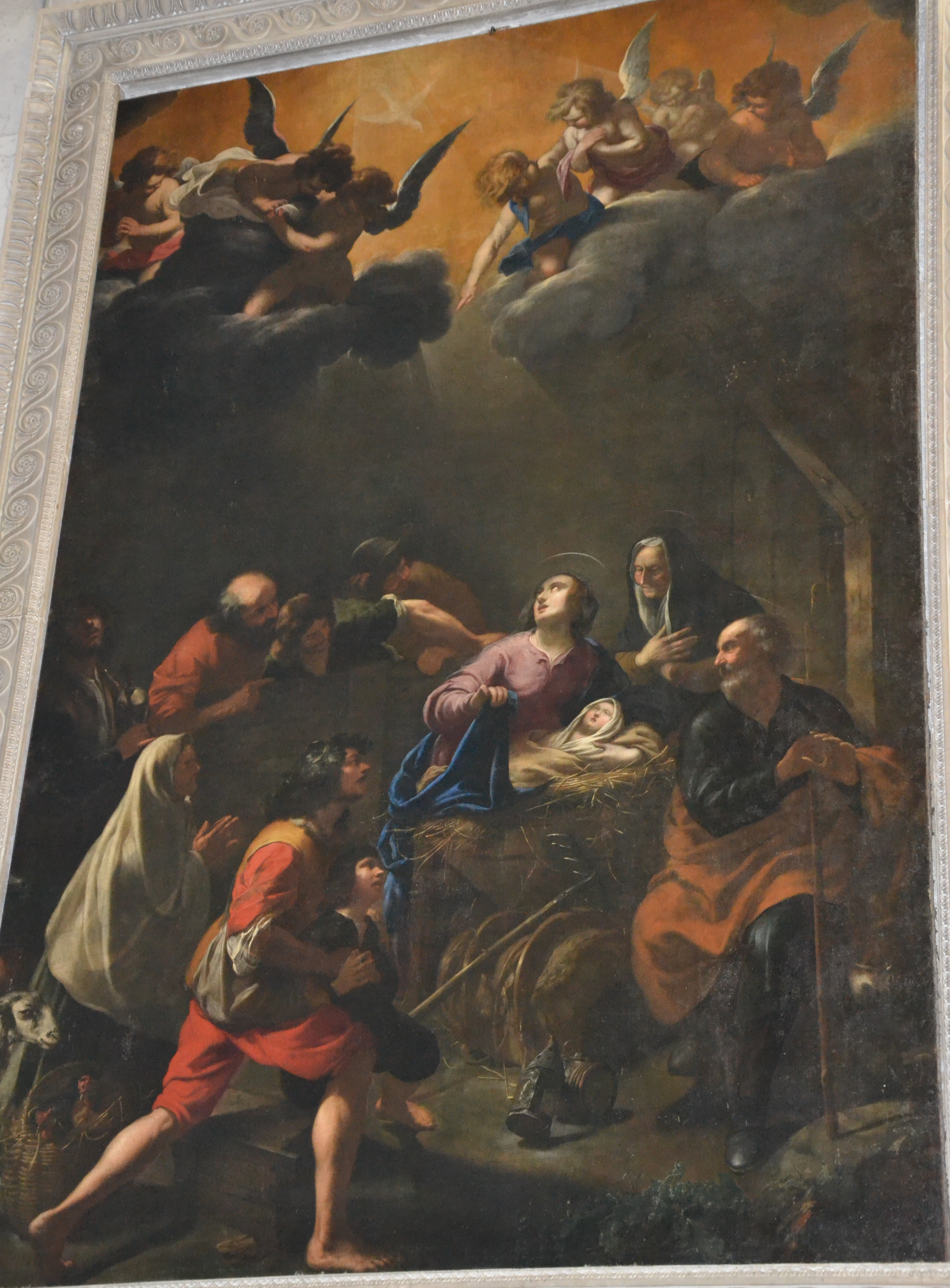
Natività Luciano Borzone
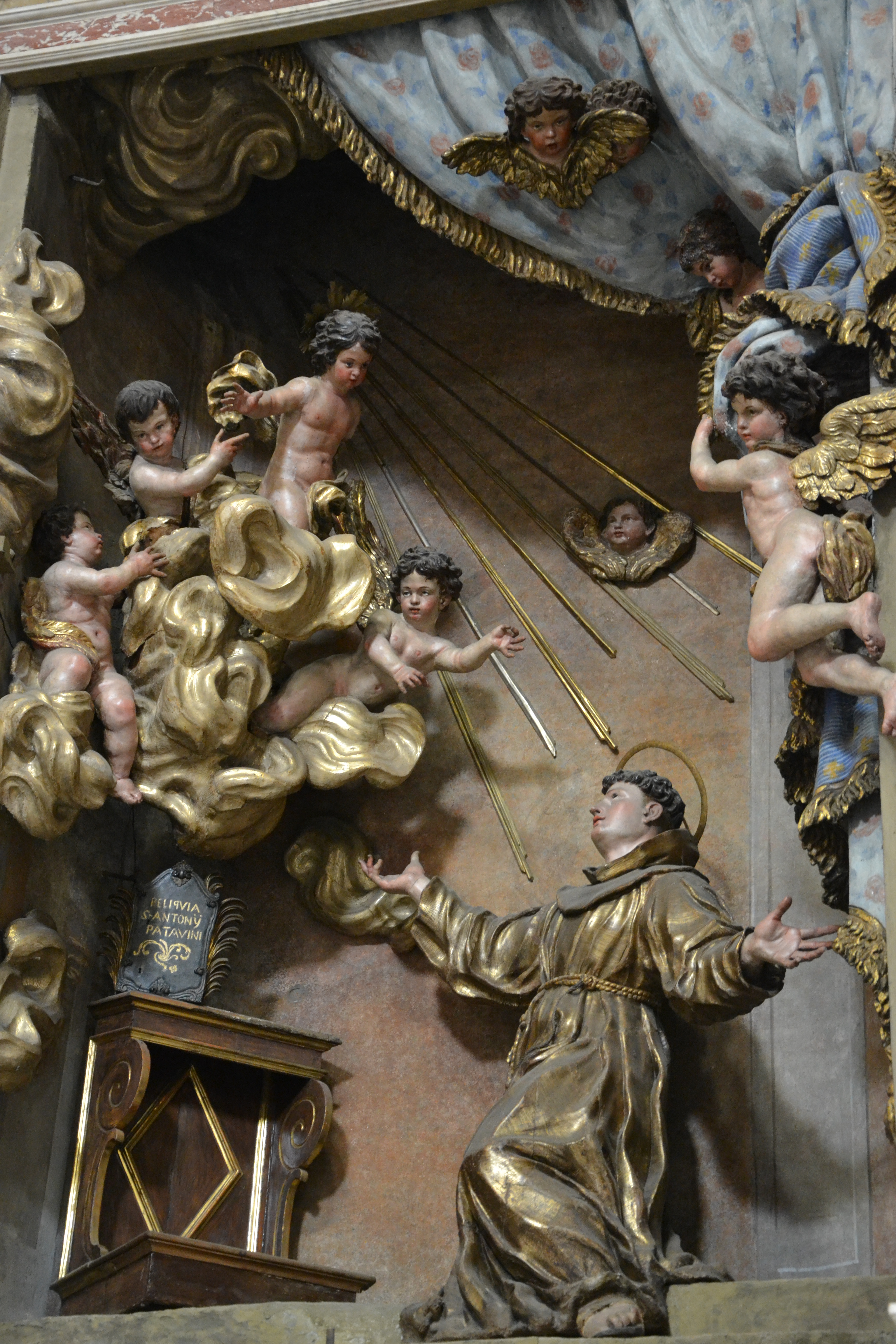
S. Antonio da Padova adorante il Bambino e angeli, di Honorè Pellè

### Principales artistas representados (siglosXVII-XVIII)
En la iglesia han trabajado los siguientes artistas, por orden alfabético:
- Giovanni Andrea Ansaldo
- Gioacchino Assereto
- Giulio Benso
- Simone Barabino
- Luciano Borzone
- Luca Cambiaso
- Calvi
- Bernardo Carbone
- Giovanni Battista Carlone y su hermano Giovanni Carlone
- Giovanni Andrea Carlone
- Nicolò Carlone
- Tommaso Clerici
- Leonardo Ferrandino (escultor)
- Gregorio De Ferrari
- Giovanni Andrea De Ferrari
- Fiasella
- Sebastiano Galeotti
- Vittorio Gatto
- il Guercino
- Aurelio Lomi
- Tommaso Orsolino (escultor)
- Giovanni Battista Paggi
- Octave Pellè (francés)
- Anton Maria Piola
- Domenico Piola
- Giacomo Porta (para mármoles policromos y tallados)
- Giulio Cesare Procaccini
- Pietro Paolo Raggi
- Domenico Scorticone (para mármoles policromos y tallados)
- Andrea Semino
- Bernardo Strozzi
- Giovan Battista Vicino